# 홍진 (고려)
홍진(洪縉, ? ~ 1266년 12월 15일)는 고려 후기의 문신으로, 본관은 남양(南陽)이다. 홍관(洪灌)의 현손이자 홍규(洪奎)의 아버지이다.

## 생애
문과에 급제해 관직에 진출한 것으로 추정된다.
1250년(고종 37) 중서사인(中書舍人)으로서 추밀원부사(樞密院副使) 최자(崔滋)와 함께 몽고에 사신으로 다녀왔으며, 1258년(고종 45) 간의대부(諫議大夫)로서 중서평장사(中書平章事) 최자와 함께 문과를 주관해 장한문(張漢文) 등 33명에게 급제를 하사했다.
1263년(원종 4) 우복야(右僕射)로 임명되었으며, 1266년(원종 7) 5월 곽여익(郭汝益)과 함께 다시 문과를 주관해 민지(閔漬) 등 30명에게 급제를 하사했다.
같은 해 관직이 동지추밀원사(同知樞密院事)·형부상서(刑部尙書)·한림학사승지(翰林學士承旨)에 이르렀으며, 12월 졸했다.

## 가족 관계
- 증조 - 홍지유(洪至柔)[6] : 참지정사(參知政事)·병부상서(兵部尙書), 홍관(洪灌)의 아들
  - 조부 - 홍원중(洪源中)[5] : 성불도감판관(成佛都監判官)
    - 아버지 - 홍사윤(洪斯胤)[5] : 추밀원사(樞密院使)·공부상서(工部尙書)
    - 어머니 - 합문지후(閤門祗候) 왕사종(王嗣宗)의 딸[6]
      - 동생 - 홍예(洪裔)[6] : 동지추밀원사(同知樞密院事)·한림학사(翰林學士), 홍자번(洪子蕃)의 아버지
      - 동생 - 홍주(洪胄)[6] : 감찰어사(監察御史)
      - 전처 - 좌복야(左僕射) 김숙화(金叔和)의 딸[6]
      - 후처 - 내시(內侍)·감문위섭산원(監門衛攝散員) 최광(崔㫛, 1208년 ~ 1229년)의 딸[6]
        - 아들 - 홍규(洪奎, 1242년 ~ 1316년) : 남양부원군(南陽府院君), 광정공(匡定公)
        - 첫째 사위 - 류승(柳陞, 1248년 ~ 1298년) : 도첨의참리(都僉議參理), 정신공(貞愼公)
        - 둘째 사위 - 신진(申瑱)[6] : 상서(尙書); 구성군 오잠의 장인
        - 셋째 사위 - 최문립(崔文立)[7][8] : 삼사사(三司使), 최운(崔雲, 1275년 ~ 1325년)의 아버지
        - 넷째 사위 - 김개(金蓋)[6] : 승선(承宣)